# Konventionen om begränsning av statslöshet
Konventionen om begränsning av statslöshet är en FN-konvention som ingåtts mellan ett 70-tal stater med syfte att begränsa statslöshet. Konventionen förbjuder bland annat konventionsstaterna från att göra personer statslösa, utom i ett fåtal specifika fall.